# Croton spiraeifolius
Croton spiraeifolius là một loài thực vật có hoa trong họ Đại kích. Loài này được Jabl. mô tả khoa học đầu tiên năm 1965.